# Hyperolius kuligae
Espèce
Statut de conservation UICN

 LC  : Préoccupation mineure
Hyperolius kuligae est une espèce d'amphibiens de la famille des Hyperoliidae.

## Répartition
Cette espèce se rencontre au Cameroun, au Gabon et en Ouganda. Elle pourrait être présente en République centrafricaine, en République du Congo, en République démocratique du Congo et en Guinée équatoriale.

## Publication originale
- Mertens, 1940 : Amphibien aus Kamerun gesammelt von M. Köhler und Dr. H. Graf. Senckenbergiana Biologica, vol. 22, p. 103-135.